# Duas Mulheres (1960)
La ciociara (bra/prt: Duas Mulheres) é um filme italiano e francês de 1960, do gênero drama, dirigido por Vittorio De Sica. O roteiro, escrito por De Sica e Cesare Zavattini, é uma adaptação do romance homônimo de Alberto Moravia.

## Sinopse
O filme conta a história de Cesira, viúva dona de uma loja em Roma, e Rosseta, a filha adolescente dela que é muito devota do catolicismo. A história se passa durante a Segunda Guerra Mundial, quando a capital italiana estava sendo intensamente bombardeada pelos Aliados, razão pela qual Cesira decide abandonar a cidade e levar sua filha para Ciociaria, sua montanhosa região de origem, localizada no centro da Itália.
Lá Cesira chama a atenção de um jovem intelectual chamado Michele, com quem compartilha a simpatia pelos ideais comunistas. Entretanto, Michele é levado como prisioneiro por soldados alemães que esperam usá-lo como guia para se familiarizarem com o terreno montanhoso. Mais tarde, Cesira descobre que Michele foi assassinado pelos alemães.
Durante meses mãe e filha esperam pela chegada das tropas aliadas. Mas a libertação traz uma tragédia não esperada. No caminho de volta para Roma, as duas são estupradas por Goumiers (soldados aliados marroquinos) do exército francês, e a filha acaba sofrendo um colapso mental.

## Elenco principal
- Sophia Loren .... Cesira
- Jean-Paul Belmondo .... Michele Di Libero
- Eleonora Brown .... Rosetta
- Carlo Ninchi .... Filippo
- Raf Vallone…Giovanni
- Andrea Checchi .... um fascista
- Pupella Maggio
- Emma Baron .... Maria
- Bruna Cealti
- Antonella Della Porta

## Principais prêmios e indicações
Oscar 1962 (EUA)
- Venceu na categoria de melhor atriz – Sophia Loren

BAFTA 1962 (Reino Unido)
- Venceu na categoria de melhor atriz estrangeira – Sophia Loren

Festival de Cannes 1961 (França)
- Venceu na categoria de melhor atriz – Sophia Loren
- Indicado à Palma de Ouro – Vittorio De Sica

Globo de Ouro 1962 (EUA)
- Venceu na categoria de melhor filme em língua estrangeira.